# 'Mantšebo
Mantšebo Amelia 'Matšaba, född 1902, död 1964, var regent i Basutoland (Lesotho) mellan 1941 och 1960 som förmyndare för sin styvson Moshoeshoe II under hans minderårighet efter sin make Seeisos död. Hon var såvitt känt Lesothos första kvinnliga regent och hennes regeringstid var kontroversiell. Hon var framgångsrik och lade grunden för Lesothos konstitutionella monarki.